# Liste de minéraux (lettre G)
Pour un article plus général, voir Liste de minéraux
- Gabrielsonite PbFeAsO4(OH) arséniate, de couleur brun-vert à noire. Découverte en 1967 à Långban, Filipstad, Värmland (Suède).
- Gadolinite
  - Gadolinite-(Ce)
  - Gadolinite-(Y)
- Gaebhardite Synonyme de fuchsite
- Gagarinite-(Y)
- Gageite
- Gahnite
- Gaidonnayite
- Gainesite
- Gaitite
- Galaxite
- Galeite
- Galène PbS
- Galenobismutite
- Galgenbergite
- Galileiite
- Galkhaïte (Cs,Ti)(Hg,Cu,Zn)6(As,Sb)4S12
- Gallite
- Gallobeudantite
- Gamagarite
- Gananite
- Ganomalite
- Ganophyllite
- Gaotaiite
- Garavellite
- Garrelsite
- Garronite
- Gartrellite
- Garutiite
- Garyansellite
- Gasparite-(Ce)
- Gaspéite (Ni,Mg,FeII)CO3
- Gatehouseite
- Gatumbaïte
- Gaudefroyite Ca4MnIII2-3(BO3)3(CO3)(O,OH)3
- Gaultite
- Gaylussite
- Gearksutite
- Gebhardite
- Gedrite
- Geerite
- Geffroyite
- Gehlénite Ca2Al[AlSiO7]
- Geigérite
- Geikielite
- Geminite Cu2As2O7 • 3 H2O arséniate, de couleur vert pâle. Découverte en 1990 au Pradet, Var (France). Nommée d'après le latin « gemini », ce minéral se présentant en cristaux jumelés.
- Genkinite
- Genthelvite
- Géocronite sulfosel, de couleur gris sombre. Découverte en 1839 en Suède.
- Georgbokiite
- Georgechaoïte
- Georgeericksenite
- Georgeite carbonate, couleur bleu-ciel. Découverte en 1979 à Kalgoorlie, ouest-Australie.
- Georgiadésite
- Gerasimovskite
- Gerdtremmélite
- Gerenite-(Y)
- Gerhardtite nitrate, de couleur vert émeraude. Découverte en 1885 à Verde (Arizona).
- Germanite Cu13Fe2Ge2S16
- Germanocolusite Cu13V(Ge,As)3S16
- Gersdorffite NiAsS
- Gerstleyite
- Gerstmannite
- Getchellite sulfure. Découverte  en 1965 à Getchell Mines, Adam Peak, Humboldt (Nevada).
- Géversite
- Gianellaïte
- Gibbsite Al(OH)3
- Giessenite
- Gilalite
- Gillespite
- Gillulyite
- Gilmarite pseudomalachite, couleur bleu-vert. Découverte en 1944, à Roua, Alpes-Maritimes (France). Nommé pour le minéralogiste français Gilles Mari.
- Giniite
- Ginorite
- Giorgiosite
- Giraudite
- Girdite
- Girvasite
- Gismondine
- Gismondine-Ca
- Gittinsite CaZrSi2O7
- Giuseppettite
- Gjerdingenite-Fe
- Glace
- Gladite
- Gladiusite
- Glagolévite
- Glasérite
- Glaubérite
- Glaucocerinite
- Glaucochroïte
- Glaucodot
- Glauconite (K,Na)2(FeIII,FeII,Al,Mg)4[Si6(Si,Al)2O20](OH)4
- Glaucophane Na2(Mg,Fe)3Al2Si8O22(OH)2
- Glaukosphaerite carbonate, couleur vert-foncé. Découverte en 1974 à Durkin, Hampton, Kambalda, ouest-Australie.
- Glucine
- Glushinskite
- Gmelinite-Ca
- Gmelinite-K
- Gmelinite-Na
- Gobbinsite
- Godlevskite
- Godovikovite
- Goedkenite
- Goethite FeIIIO(OH)
- Goldfieldite
- Goldichite
- Goldmanite
- Gonnardite  Na2CaAl4Si6O20 • 7 H2O
- Gonyérite
- Goosecreekite
- Gorceixite H7Al3BaO14P2
- Gordaïte
- Gordonite
- Görgeyite
- Gormanite
- Gortdrumite
- Goshénite : variété de béryl
- Goslarite
- Gottardiite
- Gottlobite
- Götzenite
- Goudeyite
- Gowerite
- Goyazite
- Graemite
- Graeserite
- Graftonite
- Grandidiérite
- Grandreefite
- Grantsite
- Graphite C
- Gratonite
- Grattarolaïte
- Graulichite-(Ce)
- Gravegliaïte
- Grayite
- Grechishchevite
- Greenalite
- Greenockite
- Grégorite Synonyme désuet
- Greifensteinite
- Greigite
- Gricéite
- Grimaldiite
- Grimsélite
- Griphite
- Grischunite
- Grossite
- Grossulaire
- Groutite
- Grumantite
- Grumiplucite sulfosel. Découverte à Levigliani, Toscane (Italie). Nommé pour « Gruppo Mineralogico e Paleontologico Lucchese » association qui l'a découvert.
- Grunérite amphibole, inosilicate. Nommé pour Emmanuel-Louis Gruner (1809-1883), chimiste franco-suisse. Découverte à Collobrières, Var (France).
- Gruzdevite
- Guanajuatite  Bi2Se3
- Guarinoite sulfate, de couleur rose clair à sombre. Découverte en 1993 au Pradet, Var (France).
- Gudmundite
- Guérinite
- Guettardite Pb(Sb,As)2S4
- Gugiaïte
- Guildite
- Guilleminite Ba(UO2)3(SeIVO3)2O2 • 3 H2O
- Gunningite
- Gupeiite
- Gustavite
- Gutsevichite
- Guyanaïte
- Gwihabaïte
- Gypse  CaSO4 • 2 H2O
- Gyrolite
- Gysinite-(Nd)